# Индрус
Индрус (Индаус, Вынарус, Важенка) — река в России, протекает во Владимирской области. Устье реки находится в 75 км по правому берегу реки Суворощь. Длина реки составляет 19 км, площадь водосборного бассейна — 129 км².
Река начинается в селе Сергиевы-Горки в 29 км к югу от города Вязники. Течёт на северо-восток, протекает деревни Ананьино, Злобаево, Обеднино, Микляево, Золотово. Притоки — Сураж, Кожинка, Мощенка (все правые). Впадает в Суворощь у деревни Мясниково.

## Данные водного реестра
По данным государственного водного реестра России относится к Окскому бассейновому округу, водохозяйственный участок реки — Клязьма от города Ковров и до устья, без реки Уводь, речной подбассейн реки — бассейны притоков Оки от Мокши до впадения в Волгу. Речной бассейн реки — Ока.
Код объекта в государственном водном реестре — 09010301112110000033945.